# Phép màu đã cho ta gặp nhau
Phép màu đã cho ta gặp nhau  (tiếng Hàn: 우리가 만난 기적; Romaja: Uriga Mannan Gijeok; tiếng Anh: The Miracle We Met) là một bộ phim truyền hình Hàn Quốc năm 2018 với sự tham gia của Kim Myung-min, Kim Hyun-joo, Ra Mi-ran, Ko Chang-seok và Joseph Lee. Phim được phát sóng vào thứ Hai và thứ Ba hàng tuần của KBS2 lúc 22:00 (KST) từ ngày 2 tháng 4 đến ngày 29 tháng 5 năm 2018.

## Tóm tắt
Phép màu đã cho ta gặp nhau là bộ phim tâm lý tình cảm Hàn Quốc mới kể về hai người đàn ông cùng tên Song Hyun Cheol, sinh cùng ngày nhưng lại có hai cuộc sống hoàn toàn khác nhau. Song Hyun Cheol 1 (Kim Myung Min) là một giám đốc chi nhánh ngân hàng tài năng, tham vọng và quyền lực. Người thứ hai, Song Hyun Cheol 2 (Ko Chang Seok), là ông chủ một hàng ăn Trung Quốc, tính tình thật thà và rất yêu gia đình. Vào một ngày, cả hai cùng gặp phải tai nạn giao thông và nhập viện.
Vì sự nhầm lẫn tai hại của Thần Chết (Kai), Song Hyun Cheol 2 vốn được sống lại phải chết, đến khi linh hồn anh được phép quay trở lại thì thân thể đã bị đem đi hỏa táng. Để sửa chữa sai lầm của mình, Thần Chết đã đưa linh hồn người đàn ông này nhập vào thân xác Song Hyun Cheol 1, người đã chết hoàn toàn. Từ đó, một Song Hyun Cheol mới được tái sinh, mang thân hình phong độ của vị giám đốc quyền lực nhưng linh hồn lại là một ông chú đầu bếp tốt bụng. Những tình huống đầy éo le cũng dần xuất hiện từ đó.
Song Hyun Cheol A – giám đốc tài ba có cuộc sống mà ai cũng mơ ước: thành đạt, quyền lực. Tuy nhiên, bên trong vỏ bọc hoàn hảo ấy là một con người tham vọng, đầy toan tính, tự mãn và đòi hỏi cao ở gia đình. Giám đốc Song đưa ra nhiều yêu cầu khắc nghiệt cho vợ anh, từ chế độ ăn được tính toán kĩ lưỡng cho đến thái độ cư xử, tất cả chỉ để giữ thể diện cho người đàn ông này. Nét tính cách trên đã khiến người vợ Sun Hye Jin (Kim Hyun-joo) - một người phụ nữ xinh đẹp, chung thủy, hết mực yêu thương chồng luôn cảm thấy ngột ngạt và cô đơn. Sống trong nhung lụa nhưng chưa bao giờ Hye Jin thấy hạnh phúc. Niềm vui duy nhất của cô là chăm sóc các con và công việc tạm thời ở siêu thị.
Trái ngược với vị giám đốc trên, Song Hyun Cheol B chỉ là một đầu bếp kiêm ông chủ nhà hàng Trung Quốc nho nhỏ. Nhân viên ưu tú nhất của anh chính là người vợ Jo Yeon Hwa (Ra Mi Ran). Hai vợ chồng luôn tất bật với công việc ở nhà hàng: chồng nấu ăn, vợ nhận đơn hàng kiêm phục vụ. Cuộc sống của họ khá vất vả và không giàu có gì, nhưng cả hai luôn động viên nhau. Lấy một ông chồng thật thà và có phần hơi ngố nhưng Jo Yeon Hwa luôn cảm thấy hạnh phúc.

## Diễn viên

### Diễn viên chính
- Kim Myung-min trong vai Song Hyun-chul (A) [6]
- Kim Hyun-joo trong vai Sun Hye-jin
- Ra Mi-ran trong vai Jo Yeon-hwa
- Ko Chang-seok trong vai Song Hyun-chul (B)
- Joseph Lee trong vai Keum Sung-moo

### Diễn viên phụ

#### Người xung quanh Song Hyun-chul (A)
- Yoon Seok Hwa as Hwang Geum-nyeo[7]
- Hwang Bo-ra vai Song Sa-ran
- Seo Dong-hyun vai Song Kang-ho
- Kim Ha-yoo vai Song Mi-ho
- Choi Byung-mo vai "Ttak-pool" Heo Dong-gu
- Hwang Seok-jeong vai Lim Do-hee

#### Người xung quanh Song Hyun-chul (B)
- Lee Do-kyung vai Song Mo-dong[8]
- Kim Hwan-hee vai Song Ji-soo
- Jeon Seok-ho vai Park Dong-soo[9]
- Kim Mi-hwa vai Jin-soo's mother

#### Nhân viên ngân hàng Shinhwa
- Yoon Ji-hye  vai Kwak Hyo-joo
- Jung Suk-yong vai Yook Bang-woo[8]
- Bae Yoon-kyung vai Sun Hye-jin
- Choi Seong-won vai Trợ lý giám đốc Ha
- Lee Moo-saeng vai Deputy Department Head Kim
- Park Keun-rok vai Park Jong-won
- Jung Han-yong vai Kim Sang-jo[8]
- Park Sung-keun vai Oh Jang-choon

#### Hình tượng Thần chết
- Kim Jongin aka EXO KAI as Ato[10]
- Kim Jae-yong/Kim Jae-kyung vai Mao

- Kim Won-hae trong vai Mortician (Tập 1, 3, 8)
- Kim Su-ro trong vai linh mục Nhà thờ (Ep. 3, 11)
- Kim Jae-kyung trong vai một nhân cách khác của Mao (Tập 3)
- Yoon Da-hoon trong vai Seo Min-joon, nhà tâm lý học (Tập 8)
- Jung Sang-hoon trong vai PD phim truyền hình (Tập 9)
- Park Jun-gyu trong vai bạn của Song Hyun-chul (B)
- Kim Min-jong trong vai Kim Man-jong, MC chương trình (Tập 11)

## Sản xuất

### Quá trình phát triển
Buổi đọc kịch bản đầu tiên diễn ra vào ngày 12 tháng 2 năm 2018 tại tòa nhà KBS Annex.

### Lựa chọn diễn viên
Choi Ji-woo được mời đóng vai nữ chính nhưng đã từ chối.. Kim Hyun Joo được mời thay thế.

### Quảng bá
Buổi họp báo ra mắt bộ phim diễn ra vào ngày 29 tháng 3 năm 2018.

## Nhạc phim
| Ra mắt 9 tháng 4 năm 2018 | Ra mắt 9 tháng 4 năm 2018 | Ra mắt 9 tháng 4 năm 2018   | Ra mắt 9 tháng 4 năm 2018         | Ra mắt 9 tháng 4 năm 2018 | Ra mắt 9 tháng 4 năm 2018 |
| STT                       | Nhan đề                   | Phổ lời                     | Phổ nhạc                          | Artist                    | Thời lượng                |
| ------------------------- | ------------------------- | --------------------------- | --------------------------------- | ------------------------- | ------------------------- |
| 1.                        | "Monochrome"              | Moon Sung-nam, Jung Jae-woo | Moon Sung-nam, Jung Jae-woo, SimZ | Bily Acoustie             | 03:29                     |
| 2.                        | "Monochrome" (Inst.)      |                             | Moon Sung-nam, Jung Jae-woo, SimZ |                           | 03:29                     |
| Tổng thời lượng:          | Tổng thời lượng:          | Tổng thời lượng:            | Tổng thời lượng:                  | Tổng thời lượng:          | 06:58                     |

| Released on 16 tháng 4 năm 2018 | Released on 16 tháng 4 năm 2018 | Released on 16 tháng 4 năm 2018 | Released on 16 tháng 4 năm 2018 | Released on 16 tháng 4 năm 2018 | Released on 16 tháng 4 năm 2018 |
| STT                             | Nhan đề                         | Phổ lời                         | Phổ nhạc                        | Artist                          | Thời lượng                      |
| ------------------------------- | ------------------------------- | ------------------------------- | ------------------------------- | ------------------------------- | ------------------------------- |
| 1.                              | "Farewell" (이별)               | Kil Ok-yoon                     | Kil Ok-yoon                     | Jung Cha-sik                    | 04:36                           |
| 2.                              | "Farewell" (Inst.)              |                                 | Kil Ok-yoon                     |                                 | 04:36                           |
| Tổng thời lượng:                | Tổng thời lượng:                | Tổng thời lượng:                | Tổng thời lượng:                | Tổng thời lượng:                | 09:12                           |

| Released on 23 tháng 4 năm 2018 | Released on 23 tháng 4 năm 2018 | Released on 23 tháng 4 năm 2018 | Released on 23 tháng 4 năm 2018 | Released on 23 tháng 4 năm 2018 | Released on 23 tháng 4 năm 2018 |
| STT                             | Nhan đề                         | Phổ lời                         | Phổ nhạc                        | Artist                          | Thời lượng                      |
| ------------------------------- | ------------------------------- | ------------------------------- | ------------------------------- | ------------------------------- | ------------------------------- |
| 1.                              | "Becoming You" (너에게 물들어)  | Honey Pot                       | Honey Pot                       | Min Chae                        | 3:51                            |
| 2.                              | "Becoming You" (Inst.)          |                                 | Honey Pot                       |                                 | 3:51                            |
| Tổng thời lượng:                | Tổng thời lượng:                | Tổng thời lượng:                | Tổng thời lượng:                | Tổng thời lượng:                | 7:42                            |

| Released on 7 tháng 5 năm 2018 | Released on 7 tháng 5 năm 2018   | Released on 7 tháng 5 năm 2018 | Released on 7 tháng 5 năm 2018 | Released on 7 tháng 5 năm 2018 | Released on 7 tháng 5 năm 2018 |
| STT                            | Nhan đề                          | Phổ lời                        | Phổ nhạc                       | Artist                         | Thời lượng                     |
| ------------------------------ | -------------------------------- | ------------------------------ | ------------------------------ | ------------------------------ | ------------------------------ |
| 1.                             | "Present To You" (지금 너에게)   | Mama Gorilla Yoon Hee-won      | Mama Gorilla Yoon Hee-won      | Jang Woo-ram                   | 3:27                           |
| 2.                             | "Present To You" (Acoustic Ver.) | Mama Gorilla Yoon Hee-won      | Mama Gorilla Yoon Hee-won      | Jang Woo-ram                   | 3:27                           |
| 3.                             | "Present To You" (Guitar Ver.)   | Mama Gorilla Yoon Hee-won      | Mama Gorilla Yoon Hee-won      | Jang Woo-ram (feat. Sam Lee)   | 3:27                           |
| Tổng thời lượng:               | Tổng thời lượng:                 | Tổng thời lượng:               | Tổng thời lượng:               | Tổng thời lượng:               | 10:21                          |

| Released on 28 tháng 5 năm 2018 | Released on 28 tháng 5 năm 2018                    | Released on 28 tháng 5 năm 2018 | Released on 28 tháng 5 năm 2018 | Released on 28 tháng 5 năm 2018 | Released on 28 tháng 5 năm 2018 |
| STT                             | Nhan đề                                            | Phổ lời                         | Phổ nhạc                        | Artist                          | Thời lượng                      |
| ------------------------------- | -------------------------------------------------- | ------------------------------- | ------------------------------- | ------------------------------- | ------------------------------- |
| 1.                              | "More Than Love, Memories Are" (기억이란 사랑보다) | Lee Young-hoon                  | Lee Young-hoon Tom and Jerry    | Monhv (Green Cacao)             | 4:36                            |
| 2.                              | "More Than Love, Memories Are" (Inst.)             |                                 | Lee Young-hoon Tom and Jerry    |                                 | 4:36                            |
| Tổng thời lượng:                | Tổng thời lượng:                                   | Tổng thời lượng:                | Tổng thời lượng:                | Tổng thời lượng:                | 9:12                            |

## Tỷ suất  người xem
| Tập | Ngày phát sóng đầu tiên  | Tiêu đề tập                                                          | Tỷ lệ người xem trung bình | Tỷ lệ người xem trung bình | Tỷ lệ người xem trung bình | Tỷ lệ người xem trung bình |
| Tập | Ngày phát sóng đầu tiên  | Tiêu đề tập                                                          | TNmS                       | TNmS                       | AGB Nielsen                | AGB Nielsen                |
| Tập | Ngày phát sóng đầu tiên  | Tiêu đề tập                                                          | Toàn quốc                  | Seoul                      | Toàn quốc                  | Seoul                      |
| --- | ------------------------ | -------------------------------------------------------------------- | -------------------------- | -------------------------- | -------------------------- | -------------------------- |
| 1 | ngày 2 tháng 4 năm 2018  | Hai gia đình (두 송패밀리)                                           | 7.2% (NR)                  | 7.5%                       | 8.2% (14th)                | 8.4% (12th)                |
| 2 | ngày 3 tháng 4 năm 2018  | Mượn xác (육체 임대)                                                 | 7.4% (14th)                | 7.8%                       | 9.2% (8th)                 | 9.6% (6th)                 |
| 3 | ngày 9 tháng 4 năm 2018  | Anh xin lỗi... (미안해요...)                                         | 9.6% (10th)                | 10.0%                      | 11.2% (5th)                | 11.6% (4th)                |
| 4 | ngày 10 tháng 4 năm 2018 | Danh tính (정체)                                                     | 9.6% (9th)                 | 9.8%                       | 10.9% (5th)                | 11.1% (4th)                |
| 5 | ngày 16 tháng 4 năm 2018 | Tôi, tôi đã phá huỷ tôi (나를 파괴한 나)                             | 10.1% (7th)                | 10.2%                      | 11.5% (4th)                | 11.5% (4th)                |
| 6 | ngày 17 tháng 4 năm 2018 | Giúp tôi với                                                         | 9.6% (8th)                 | 9.7%                       | 10.5% (5th)                | 10.7% (4th)                |
| 7 | ngày 23 tháng 4 năm 2018 | Hãy là bản thân anh (송현철 되기)                                    | 9.4% (12th)                | 9.5%                       | 9.7% (8th)                 | 9.3% (9th)                 |
| 8 | ngày 24 tháng 4 năm 2018 | Chỉ những lời này... (이 말 밖에는...)                               | 10.4% (9th)                | 10.6%                      | 10.5% (7th)                | 10.4% (4th)                |
| 9 | ngày 30 tháng 4 năm 2018 | Nơi không thể quay lại (돌아갈 수 없는 지점)                         | 9.6% (9th)                 | 10.1%                      | 11.9% (4th)                | 12.4% (3rd)                |
| 10 | ngày 1 tháng 5 năm 2018  | Hiện diện của Chúa (신의 선물)                                       | 10.8% (7th)                | 11.2%                      | 11.9% (4th)                | 12.3% (4th)                |
| 11 | ngày 7 tháng 5 năm 2018  | Tình tay ba (세 사람)                                                | 9.6% (8th)                 | 9.7%                       | 11.4% (4th)                | 11.5% (4th)                |
| 12 | ngày 8 tháng 5 năm 2018  | Vợ của chồng tôi (내 남편의 아내)                                    | 10.0% (7th)                | 10.1%                      | 11.5% (4th)                | 11.4% (4th)                |
| 13 | ngày 14 tháng 5 năm 2018 | Nếu rời xa anh bây giờ (가지마요...)                                 | 9.2% (9th)                 | 9.3%                       | 10.8% (6th)                | 10.4% (4th)                |
| 14 | ngày 15 tháng 5 năm 2018 | Anh ấy quay trở lại! (돌아온 송현철)                                 | 9.3% (7th)                 | 9.4%                       | 10.9% (5th)                | 10.8% (4th)                |
| 15 | ngày 21 tháng 5 năm 2018 | Anh ấy là con người hoàn toàn khác (그는 다른 사람입니다)            | 9.7% (8th)                 | 9.8%                       | 10.4% (6th)                | 10.3% (4th)                |
| 16 | ngày 22 tháng 5 năm 2018 | Kích hoạt sự thật (진실의 방아쇠                                     | 8.9% (7th)                 | 9.0%                       | 11.5% (4th)                | 11.2% (4th)                |
| 17 | ngày 28 tháng 5 năm 2018 | Thay đổi số phận (운명이 역동이다                                    | 11.6% (6th)                | 12.2%                      | 12.6% (2nd)                | 13.0% (1st)                |
| 18 | ngày 29 tháng 5 năm 2018 | Phép màu cho chúng ta gặp nhau(Tập cuối) (우리가 만난 기적 (최종회)) | 11.4% (6th)                | 11.8%                      | 13.1% (4th)                | 13.5% (4th)                |
| Trung bình | Trung bình               | Trung bình                                                           | 9.6%                       | 9.9%                       | 11.0%                      | 11.1%                      |
| Tập đặc biệt | ngày 26 tháng 3 năm 2018 | —                                                                    | 3.3%                       | —                          | 3.5%                       | —                          |
| - - Trong bảng trên đây, số màu xanh biểu thị cho tỷ lệ người xem thấp nhất và số màu đỏ biểu thị cho tỷ lệ người xem cao nhất. - Bộ phim này được phát sóng trên hệ thống các kênh truyền hình cáp/trả phí nên số lượng người xem thấp hơn so với truyền hình miễn phí (ví dụ như KBS, SBS, MBC hay EBS). |                          |                                                                      |                            |                            |                            |                            |

## Giải thưởng và Đề cử
| Year | Award                 | Category                                                            | Nominee                   | Result    | Ref.   |
| ---- | --------------------- | ------------------------------------------------------------------- | ------------------------- | --------- | ------ |
| 2018 | 6th APAN Star Awards  | Diễn viên phụ xuất sắc nhất                                         | Ra Mi-ran                 | Đề cử     | [ 14 ] |
| 2018 | 32nd KBS Drama Awards | Grand Prize                                                         | Kim Myung-min             | Đoạt giải | [ 15 ] |
| 2018 | 32nd KBS Drama Awards | Diễn viên nam xuất sắc nhất                                         | Kim Myung-min             | Đề cử     | [ 15 ] |
| 2018 | 32nd KBS Drama Awards | Diễn viên nữ xuất sắc nhất                                          | Kim Hyun-joo              | Đề cử     | [ 15 ] |
| 2018 | 32nd KBS Drama Awards | Diễn viên nam xuất sắc, hạng mục phim truyền hình độ dài trung bình | Kim Myung-min             | Đề cử     | [ 15 ] |
| 2018 | 32nd KBS Drama Awards | Diễn viên nữ xuất sắc, hạng mục phim truyền hình độ dài trung bình  | Ra Mi-ran                 | Đoạt giải | [ 15 ] |
| 2018 | 32nd KBS Drama Awards | Diễn viên nữ xuất sắc, hạng mục phim truyền hình độ dài trung bình  | Kim Hyun-joo              | Đề cử     | [ 15 ] |
| 2018 | 32nd KBS Drama Awards | Diễn viên phụ xuất sắc nhất                                         | Choi Byung-mo             | Đề cử     | [ 15 ] |
| 2018 | 32nd KBS Drama Awards | Diễn viên mới xuất sắc nhất                                         | Kai                       | Đề cử     | [ 15 ] |
| 2018 | 32nd KBS Drama Awards | Diến viên nam trẻ xuất sắc nhất                                     | Seo Dong-hyun             | Đề cử     | [ 15 ] |
| 2018 | 32nd KBS Drama Awards | Diễn viên nữ trẻ xuất sắc nhất                                      | Kim Hwan-hee              | Đoạt giải | [ 15 ] |
| 2018 | 32nd KBS Drama Awards | Giải cộng đồng mạng                                                 | Kim Myung-min             | Đoạt giải | [ 15 ] |
| 2018 | 32nd KBS Drama Awards | Giải cặp đôi đẹp nhất                                               | Kim Myung-min & Ra Mi-ran | Đoạt giải | [ 15 ] |